# トニ・ガロパン
トニ・ガロパン（Tony Gallopin、1988年5月24日 - ）は、フランス、ドゥルダン出身の自転車競技（ロードレース）選手。

## 来歴
父、ジョエル、叔父のギー、アラン、夫人のマリオン・ルースは元ロードレース選手である。
2006年
- クロノ・デ・ナシオン・ジュニア部門　優勝
- ジュニア世界選手権自転車競技大会
  - 個人タイムトライアル（以下、ITT）　3位
  - 個人ロードレース　3位

2008年
- フランス選手権 U23・ITT 優勝
- パリ〜ツール U23 優勝

2010年
- ツール・ド・ルクセンブルク 区間1勝(第3)

2011年
- フレッシュ・デメロード 優勝
- ツール・デュ・リムザン 区間1勝(第2)

2012年
- ツアー・オブ・オマーン　総合3位
- グランプリ・シクリスト・ド・モンレアル 10位

2013年
- クラシカ・サンセバスティアン 優勝

2017年
- エトワール・ド・ベセージュ　区間優勝（第5ステージ・ITT）

2018年、AG2R・ラ・モンディアルに移籍。
- エトワール・ド・ベセージュ　総合優勝（第5ステージ・ITT）
- ブエルタ・ア・エスパーニャ　区間優勝（第7ステージ）

2022年、トレック・セガフレードに移籍。